# Glücklicher Drache V

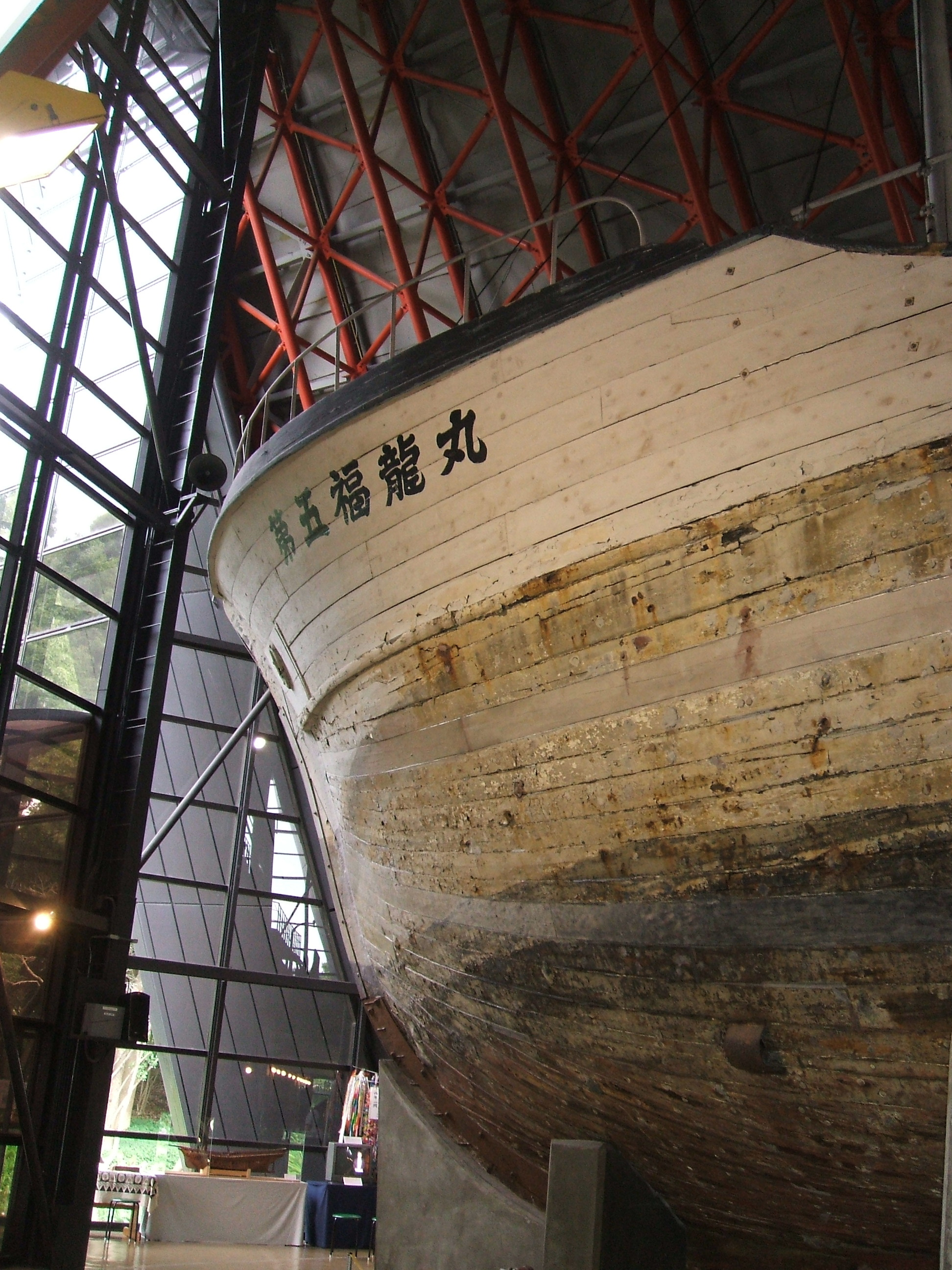
Der Bug des Schiffes, ausgestellt in Tokyo

Glücklicher Drache V (jap. 第五福竜丸 bzw. 第五福龍丸, Dai-go Fukuryū-maru) ist ein japanischer Fischkutter, der am 1. März 1954 im Bereich des radioaktiven Niederschlags des Kernwaffentests Castle Bravo kontaminiert wurde – wie auch die Bewohner der Insel Rongelap. Zahlreiche Besatzungsmitglieder verstarben an den Folgen.

## Geschichte
Das Boot wurde 1947 in der Koza-Werft in Wakayama als Dai-nana Kotoshiro-maru (第七事代丸) gebaut und danach in Yaizu, Shizuoka, als Fischerboot genutzt.
Nach der Kontamination wurde die Glücklicher Drache V außer Dienst gestellt und verrottete. In den 1970er Jahren geriet der Vorfall wieder ins Bewusstsein der Öffentlichkeit. Das Boot wurde 1976 restauriert und ist heute in der Daigo Fukuryu Maru Exhibition Hall in Tokio ausgestellt.

## Exposition
Am 28. Februar 1954 zündete die US-amerikanische Armee auf der Insel Namu im Bikini-Atoll die bis heute stärkste amerikanische thermonukleare Waffe. Die Zündung erfolgte in zirka 2 Meter Höhe, so dass viel Wasser und Erde in die Atmosphäre gelangten. Die Sprengkraft war etwa 2,5 mal stärker als berechnet. Wetterlage und Windrichtung wechselten nach der Explosion. Die Glücklicher Drache V war bei der Zündung 140 bis 160 km von Namu entfernt, zusammen mit 400 bis 800 anderen japanischen Booten. Auf 683 Fischerbooten wurde danach kontaminierter Thunfisch festgestellt.
Auf dem Boot ging ein salzig-sandiger Regen nieder. Dieser enthielt radioaktive Spaltprodukte.

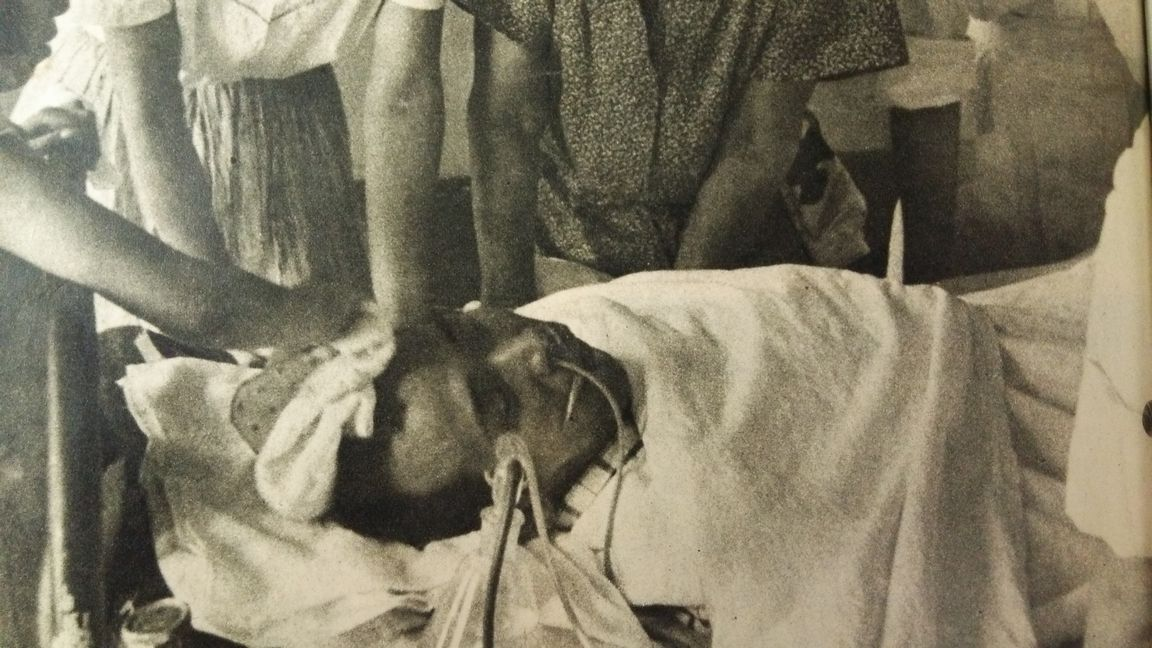
Aikichi Kuboyama kurz vor seinem Tode

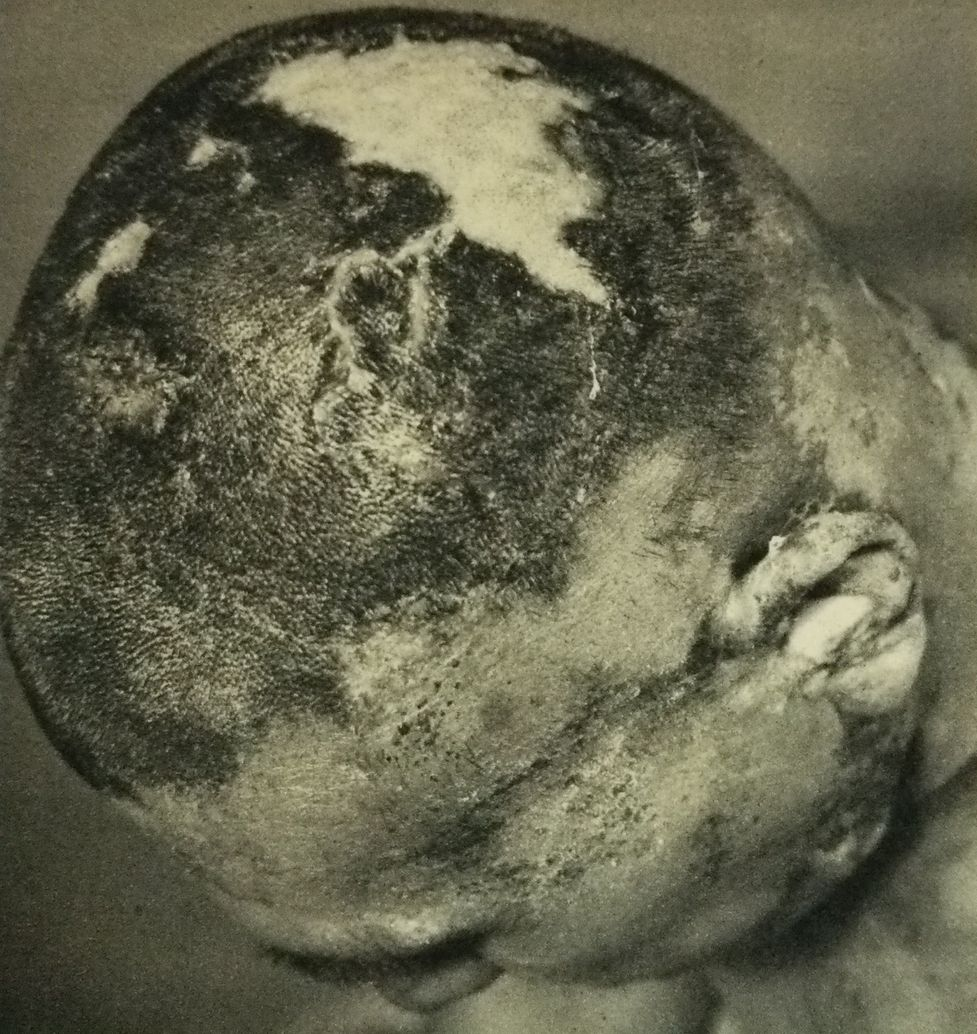
Auswirkung der Exposition bei einem Besatzungsmitglied

Während der Heimfahrt, die bis zum 14. März dauerte, erkrankten alle 23 Besatzungsmitglieder an schwerer Strahlenkrankheit. Der Funker Aikichi Kuboyama verstarb am 23. September 1954 daran. Die anderen Besatzungsmitglieder überlebten zunächst, sechs von ihnen erkrankten später an Leberkrebs.

## Nachwirkungen
Der Thunfisch von den betroffenen Booten musste vernichtet werden, für Japan ein tiefer Eingriff in die Ernährungslogistik. Das diplomatische Verhältnis zu den USA wurde während der Annäherung zwischen den beiden ehemaligen Kriegsgegnern belastet. Die japanische Bevölkerung war sehr empört und verurteilte den Atomwaffentest, während die amerikanische Bevölkerung nur sporadisch über den Vorfall informiert wurde und ihn deswegen kaum wahrnahm.

## Umsetzungen
Lew Petrow und Arkadi Strugazki veröffentlichten 1956 den Roman Die Asche von Bikini.
Shindō Kaneto drehte über den Vorfall den Film Dai-go Fukuryū-maru, der am 18. Februar 1959 uraufgeführt wurde.
Herbert Eimert komponierte 1960 das Stück „Epitaph für Aikichi Kuboyama für Sprecher und Sprachklänge“. Die Uraufführung fand in Darmstadt am 9. Juli 1962 statt.
Der Vorfall inspirierte den japanischen Filmproduzenten Tomoyuki Tanaka zu einem Monsterfilm, der u. a. auch die Atombombenabwürfe auf Hiroshima und Nagasaki thematisieren sollte. So entstand die Godzilla-Reihe.